# Pierre Werner
Pierre Werner (ur. 29 grudnia 1913 w Saint-André-lez-Lille, zm. 24 czerwca 2002 w Luksemburgu) – luksemburski polityk i prawnik, działacz Chrześcijańsko-Społecznej Partii Ludowej, parlamentarzysta i minister w różnych resortach, wieloletni premier Luksemburga.

## Życiorys
Studiował prawo na Uniwersytecie Luksemburskim i na Uniwersytecie Paryskim, absolwent pierwszego z nich z 1938. Od czasów studenckich związany z organizacjami katolickimi, w 1937 został wiceprzewodniczącym Pax Romana. Pracował jako prawnik, następnie w sektorze bankowym. Podczas niemieckiej okupacji był członkiem ruchu oporu, za jego pośrednictwem utrzymywał kontakty z pozostającym na uchodźstwie w Londynie rządem. Po II wojnie światowej był wyższym urzędnikiem w resorcie finansów. Zajmował się nadzorem bankowym, doradztwem i współpracą z międzynarodowymi instytucjami finansowymi.
W grudniu 1953 otrzymał nominację na ministra finansów i obrony. W marcu 1959 został nowym premierem Luksemburga. Urząd ten sprawował do czerwca 1974, kiedy to jego chadeckie ugrupowanie przeszło do opozycji. Jednocześnie w swoich gabinetach pełnił funkcje ministra finansów (1959–1964, 1969–1974), ministra spraw zagranicznych i sprawiedliwości (1964–1967), ministra skarbu (1964–1969), ministra służb publicznych (1967–1969), ministra kultury (1969–1974). W 1974 został członkiem Izby Deputowanych i liderem opozycji. Chadecy powrócili do władzy po kolejnych wyborach, od lipca 1979 do lipca 1984 Pierre Werner ponownie zajmował stanowisko premiera.
W latach 60. pracował wraz z Jeanem Monnetem nad koncepcją funkcjonowania Europejskiej Wspólnoty Gospodarczej. W 1970 zaproponował plan, nazwany od jego nazwiska planem Wernera, dotyczący europejskiej unii monetarnej, który został wykorzystany blisko dwie dekady później przy wprowadzaniu waluty euro.
W 1984 wycofał się z aktywności politycznej, przewodniczył radom dyrektorów CLT i SES. Od 1939 jego żoną była Henriette Pescatore, która zmarła w 1984. Miał trzech synów i dwie córki.